# Будинок, де народився Осип Бодянський
Будинок, де народився Осип Бодянський — пам'ятка історії місцевого значення у Варві .

## Історія
Наказом управління культури та туризму Чернігівської обласної державної адміністрації від 21.08.2009 № 145 будинку надано статус «пам'ятник історії місцевого значення» з охоронним № 7457 під назвою «Будинок, де народився і жив О. М. Бодянський».

## Опис
У цьому будинку 1808 року народився, провів дитячі роки майбутній філолог, історик, археограф Осип Бодянський. Народився у сім'ї священика. Навчався у початковій школі у Варві, потім у Прилуках.
1977 року на фасаді будинку встановлено меморіальну дошку (мармур).